# Deceived Slumming Party
Deceived Slumming Party è un cortometraggio del 1908 diretto, prodotto e interpretato da David W. Griffith.

## Produzione
Prodotto dalla American Mutoscope & Biograph, il film fu girato a New York.

## Distribuzione
Distribuito dalla American Mutoscope & Biograph, il film uscì nelle sale il 31 luglio 1908.